# كنيسة سهرقة
كنيسة سهرقة أو كنيسة سُهرُل (بالفارسية: کلیسای سهرقه) أو كنيسة القديس يوحنا (بالأرمنية: Սուրբ Յովհաննէս յկեղեցի) واحدة من الكنائس الأرمنية الكاثوليكية التاريخية تعود إلى القرن الخامس والسادس الهجري، وتقع على تل يطل على قرية سُهرُل، مقاطعة شبستر. تم إعادة بناء المبنى الرئيسي عدة مرات بسبب الدمار. يعود تاريخ المبنى الحالي، الذي بناه مهندسون معماريون روس وفرنسيون وحرفيون أذربيجانيون ، إلى عام 1840 م. اسم هذه الكنيسة مأخوذ من اسم أحد رسل عيسى (عليه السلام) في رسالة يوحنا ، الذي كان معروفا بين الأرمن باسم هافانز أو هوفهانيس.
سُجلت الكنيسة في 21 مارس 1968 برقم التسجيل 766 كأحد المعالم الوطنية لإيران.

## التصميم
تتميز قبة المبنى بتصميم من الطوب، والذي يعتبر من أهم أعمال عصر القاجاري. المبنى على شكل مستطيل بأبعاد 18.45 × 30.6 متر ، وهو مبني بالطوب ويتكون من ثلاثة أجزاء: المدخل والقاعة المركزية والمذبح. شمل زخارف هذه الكنيسة منحوتات تحت القباب. يقع مذبح الكنيسة في الطرف الأقصى من الجانب الشرقي من المبنى مع قبة على شبكة مثمنة الأضلاع. يمكن اعتبار تصميم الطوب للواجهة الخارجية للكنيسة أحد أهم الأعمال المعمارية لملوك القاجار. وأصبح من الضروري استخدام مواد عالية الجودة ومتوافقة مع الظروف المناخية للمنطقة عند الترميم بالإضافة إلى تواجد المتخصصين .